# Palais José Bonifácio
Le palais José Bonifácio (PJB) est un palais situé place Mauá (pt), dans le centre de la ville de Santos au Brésil. Installé dans un bâtiment du XXe siècle.

## Histoire
Le bâtiment, conçu par l'architecte Plínio Botelho, a été construit en 1937 et ouvert le 26 janvier 1939 comme siège municipal.

## Illustrations

Palais José Bonifácio
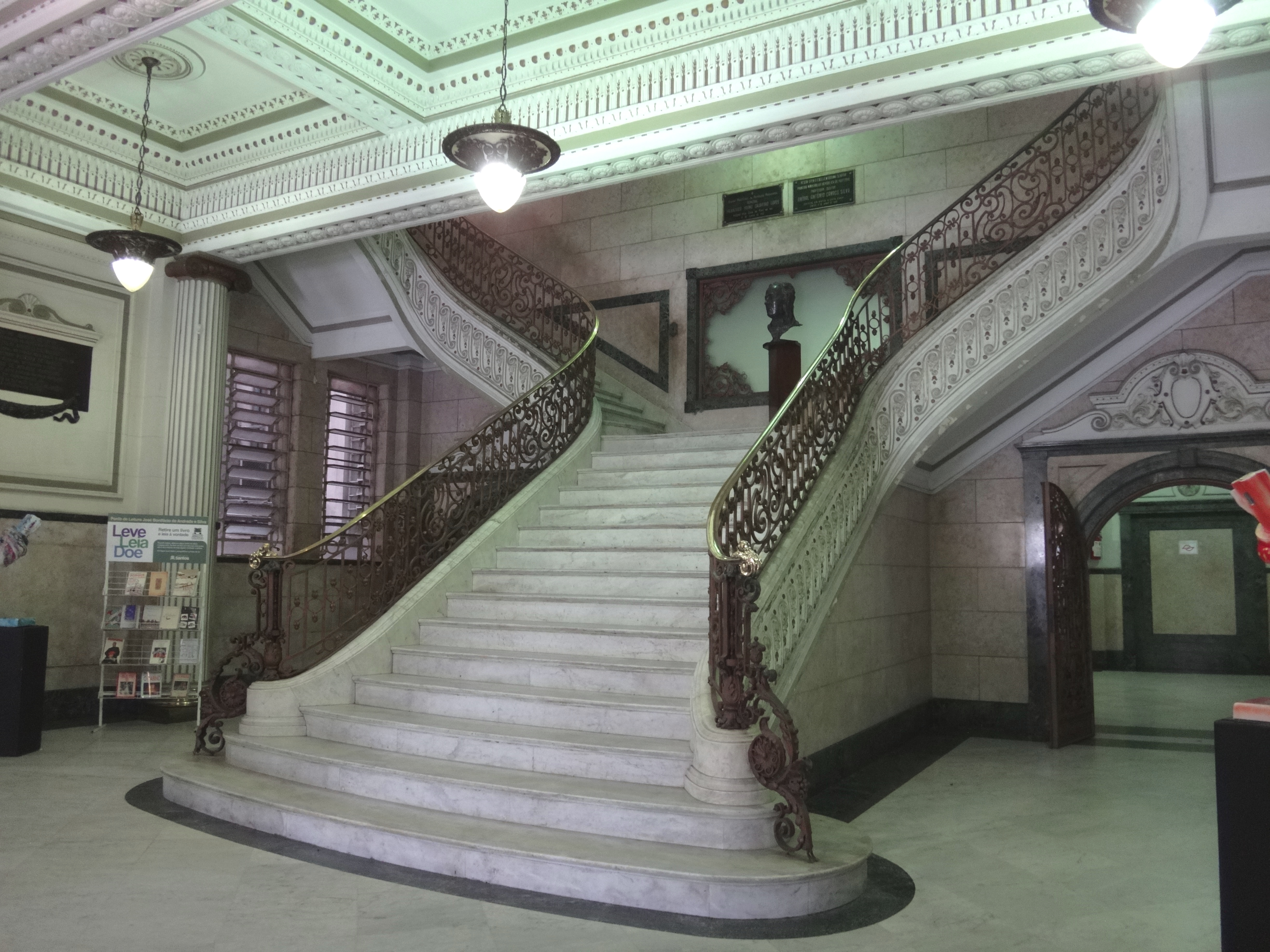
L'escalier d'entrée.